# Глажня (езеро)
Глажня или Глажненското езеро (на македонска литературна норма: Глажња; на албански: Liqeni i Gllazhnjës) е язовир в Северна Македония, в северната част на страната. Създаден е с преграждането на Липковската река, десен приток на Кумановската река, която е приток на Пчиня, в западните склонове на Скопска Църна гора.
Намира се близо до село Глажня и на 17 km от Куманово. По-надолу по течението на Липковската река е изградено по-малкото Липковско езеро.
Язовирът е създаден в 1971 година. Заема площ от 96,5 хектара. Обемът му е 26 km3. Стената е дълга 344 m и широка 4 m. Водата се използва за водоснабдяване, напояване, производство на електроенергия.